# ジュリーがライバル
「ジュリーがライバル」は、1979年9月25日に発売された、石野真子の通算7枚目のシングル。

## 解説
- 作詞家・作曲家は、いずれも石野のシングルでは初めてとなる松本礼児が作詞を、幸耕平が作曲をそれぞれ手掛けた。

- 曲名にある「ジュリー」とは、沢田研二の愛称であり、振り付けの中でも沢田の振り真似を取り入れている。また、サビ前に「危険なふたり」に似たフレーズを入れてある。

- 石野は本楽曲で『NHK紅白歌合戦』に初出場を果たした。その際、同じく出場していた沢田が、「狙いをつけてー、素早くバーン、バババーン!」と石野が歌う最中、振り付けの拳銃から発射された弾丸をおどけて払い落としている様子がオンエアされるという演出も行われた。また、この紅白歌合戦の一連のシーンが、高倉健主演の映画『駅 STATION』の劇中に使用されている。

- 石野の楽曲の中で本楽曲は、オリコンチャート上において『春ラ!ラ!ラ!』に続く2番目のヒットソングとなった[1]。

- 2008年3月26日に発売された歌手デビュー30周年記念CD-BOX『Mako Pack -Premium- 30th Anniversary Special Edition』に、シングルEPのA・B面曲が共に最新デジタル・リマスタリング音源で収録された。

## 収録曲
1. ジュリーがライバル [3:48]
作詞：松本礼児／作曲：幸耕平／編曲：萩田光雄
2. 白いオルゴール [4:35]
作詞：松本礼児／作曲：幸耕平／編曲：福井峻

## 関連作品
- GOLDEN☆BEST 石野真子
- Mako Pack -Premium- 30th Anniversary Special Edition